# Stephen Christopher Rowell
Stephen Christopher Rowell (Leicester, 9 maggio 1964) è uno storico e traduttore britannico, autore di numerosi saggi e testi dedicati al Granducato di Lituania. Lo scritto Lituania Ascending: A Pagan Empire Within East-Central Europe, 1295-1345 ("L'ascesa della Lituania: Un impero pagano nell'Europa centro-orientale, 1295-1345"), probabilmente conosciuto come il suo lavoro più celebre, è stato pubblicato dalla Cambridge University Press nel 1994.

## Biografia
Stephen Rowell ha studiato storia, latino, francese e russo al Magdalene College, facente capo all'Università di Cambridge, laureandosi nel 1985, prima di lavorare sempre nello stesso ateneo come ricercatore nel 1988-1989. Dal 1990 al 1993, Rowell ha tenuto importanti conferenze al Clare College di Cambridge sulla storia dell'Europa e sulla Rutenia del Medioevo.
Rowell visitò la Lituania per la prima volta nel 1985. In seguito, realizzò una tesi su The Role of Christianity in the Last Pagan State in Europe: Lithuania, 1315-1342 ("Il ruolo del cristianesimo nell'ultimo stato pagano in Europa: Lituania, 1315-1342"), per la quale conseguì il titolo di dottore di ricerca presso l'Università di Cambridge nel 1990.
Nel 1992-1994, Rowell insegnò storia nell'ordine all'Università di Vilnius, all'Università Vitoldo Magno e all'Università di Klaipėda. Dal 1993 al 1999 ottenne una cattedra presso l'Università di Klaipėda. Dal 2001, è diventato caporedattore della rivista periodica Lithuanian Historical Studies ("Studi sulla storia lituana").

## Opere
Rowell ha pubblicato più di 50 articoli incentrati sull'Europa medievale e sul periodo storico vissuto dalla Lituania in epoca basso-medievale sia in riviste edite in Lituania che straniere. Tra le fatiche principali si annoverano:
- 1989
  - Lithuania and the West 1337-41 - A Question of Sources, Journal of Baltic Studies, vol. 20, num. 4, pp. 303-326.
- 1990
  - Pagans, peace and the Pope 1322–1324: Lithuania in the centre of European diplomacy, Archivum Historiae Pontificiae, num. 28, pp. 63-98.
- 1992
  - A pagan's word: Lithuanian diplomatic procedure 1200-1385, Journal of Medieval History, vol. 18, num. 2, pp. 145-160.
  - Between Lithuania and Rus'. Dovmont-Timofey of Pskov, his life and cult, Oxford Slavonic Papers, new series, vol. 25, pp. 1-33.
- 1993
  - Of men and monsters: Sources for the history of Lithuania in the time of Gediminas (ca. 1315-1342), Journal of Baltic Studies, vol. 24, num. 1, pp. 73-112.
  - The letters of Gediminas: Gemachte Lüge? Notes on a controversy, Jahrbücher für Geschichte Osteuropas, num. 41|vol. 3, pp. 321-360.
  - Zelatores maximi: Pope John XXII, Archbishop Frederick of Riga and the Baltic Mission 1305-1340, Archivum Historiae Pontificiae, vol. 31, pp. 33-68.
- 1994
  - Gediminaičių dinastinė politika Žemaitijoje 1350–1430 m., Žemaičių praeitis, vol. 3, pp. 125-136.
  - Lithuania Ascending: A Pagan Empire within East-Central Europe, 1295–1345 (Cambridge studies in medieval life and thought, ser. 4, num. 25). Cambridge (riedizioni nel 1995, 1997, 2000)
  - Pious princesses or the daughters of Belial: Pagan Lithuanian dynastic diplomacy 1279-1423,. Medieval Prosopography, vol. 15, num. 1, pp. 1-77.
- 1996
  - Forging a Union? Some reflection on the early Jagiellonian monarchy, Lithuanian Historical Studies, vol. 1, pp. 6-21.
  - Unexpected Contacts: Lithuanians at Western Courts, c. 1316-c. 1400, The English Historical Review, vol. 111, num. 442, pp. 557-577.
- 1997
  - Bears and traitors, or: Political tensions in the Grand Duchy, ca. 1440–1481, Lithuanian Historical Studies, 1997, vol. 2, pp. 28-55.
  - Swords for sale? Aspects of Gediminas Diplomacy (1323–1341), Lituanistica, 1997, num. 2, pp. 3-19.
- 1998
  - Rusena karas Žemaičiuose: keletas pastabų apie 1442 m. privilegijos genezę, Žemaičių praeitis, vol. 8, pp. 5-28.
- 1999
  - Casimir Jagiellończyk and the Polish gamble, 1445-7, Lithuanian Historical Studies, 1999, vol. 4, pp. 20-38.
- 2000
  - Custom, rites and power in Mediaeval and Early Modern Lithuanian society in Kultūrų sankirtos: skiriama dr. Ingės Lukšaitės 60-mečiui, Vilnius, pp. 46-65.
- 2001
  - The Face beneath the Snow: The Baltic Region in the Seventeenth and Eighteenth Centuries The Historical Journal, vol. 44, num. 2, pp. 541-558.
- 2002
  - Dynastic bluff? The road to Mielnik, 1385–1501, Lithuanian Historical Studies, vol. 6. Vilnius, pp. 1-22.
- 2003
  - The Jagiellonians and the stars: dynasty-sponsored astrology in the fifteenth century, Lithuanian Historical Studies, 2002, vol. 7. Vilnius, pp. 23-42.
- 2004
  - Du Europos pakraščiai: Lietuvos Didžiosios Kunigaikštystės ir ispanų karalysčių ryšiai 1411–1412 m. tekstuose, Lietuvos istorijos metraštis 2003/1, Vilnius, pp. 149-188.
- 2005
  - Procesy rozwoju i zaniku kultu świętych na Litwie i w Polsce w drugiej połowie XV wieku, Zapiski historyczne: poświęcone historii Pomorza i krajów bałtyckich, vol. 70, num. 4, pp. 7-26.
- 2006
  - Distant friends draw nigh: the realms of Great Britain and Lithuania. Vilnius.
  - The Joyous entry of Casimir I and IV into Lithuanian and Polish cities, Lithuanian Historical Studies, vol. 11.
- 2007
  - 1386: the Marriage of Jogaila and Jadwiga embodies the union of Lithuania and Poland, Lithuanian Historical Studies, vol. 11, Vilnius, pp. 137-144.
  - Ginčai ir jų sprendimas XV amžiaus Lietuvoje: apgautų pirklių bei nusikaltusių kunigų pavyzdžiai, Lietuvos istorijos studijos, vol. 20, pp. 9-20.
- 2008
  - Ne visai primintinos kautynės: ką byloja šaltiniai apie 1399 m. mūšį ties Vorsklos upe?, Istorijos šaltinių tyrimai, vol. 1, pp. 67-89.
  - Ką ankstyvieji rašytiniai šaltiniai byloja apie Kreivosios pilies vietą, Lietuvos pilys, vol. 4. Vilnius, pp. 112-127.
- 2009
  - Многовековое соседство: исторические связы литовского и российского государств XIV–XX вв. Вильнюс, 2009.